# Recht op reparatie
Recht op reparatie, specifiek voor consumentenelektronica, verwijst naar wetgeving waarbij consumenten het recht krijgen om hun aangekochte elektronische apparaten te mogen repareren, waarbij deze anders afhankelijk zijn van diensten van de fabrikant.
De discussie over recht op reparatie is met name actief in de Verenigde Staten en de Europese Unie.

## Achtergrond

### Verenigde Staten
Het concept is algemeen gezien afkomstig uit de VS en startte in 2012 met een wetsvoorstel voor de auto-industrie. Het wetsvoorstel beschreef dat autofabrikanten de benodigde documentatie beschikbaar moeten stellen voor reparatie van hun voertuigen. Ondanks dat het voorstel niet op federaal niveau werd aangenomen, tekende de brancheorganisatie wel een akkoord om in te stemmen met de wet in alle vijftig Amerikaanse staten.
Veel fabrikanten van consumentenelektronica maken gebruik van processen waarbij onderdelen voor reparatie uitsluitend verkrijgbaar zijn via eigen leveranciers. Met deze beperking proberen fabrikanten hiermee hun intellectuele eigendom te beschermen, en middels de Amerikaanse Digital Millennium Copyright Act (DMCA) om consumenten te verhinderen met hun apparatuur te knoeien, omdat hierdoor volgens hen risico op gevaar ontstaat. Deze manier van werken zorgde voor kritiek van consumentenorganisaties, en zou bijdragen aan onnodig hoge kosten voor de gebruiker en aan geplande veroudering.
Vanaf midden 2016 begon recht op reparatie qua populariteit te groeien. Men kreeg ondersteuning van de agrarische sector, waarbij boeren aangaven hun eigen tractors wettelijk gezien niet zelf mochten repareren, maar afhankelijk hiervoor zijn van de fabrikant.
Op 9 juli 2021 ondertekende president Joe Biden een besluit waarin de FTC regels moet opstellen om anti-reparatie door fabrikanten tegen te gaan. Twee weken later stemde de FTC unaniem in met het besluit.

### Europese Unie
Recht op reparatie kreeg ook in Europa aandacht van de Europese Unie. In juli 2017 ging het Europees Parlement akkoord met aanbevelingen waarbij lidstaten wetgeving mogen invoeren voor legale reparatie door de consument. Deze aanbevelingen zijn onderdeel van Europese richtlijnen waarbij fabrikanten wordt gevraagd om producten te ontwerpen die energie-efficiënt en schoner werken, om zo de hoeveelheid afval te beperken.
Na diverse geschillen tussen consumentengroepen en fabrikanten, heeft de EU in oktober 2019 wetgeving aangenomen die na 2021 verplicht om fabrikanten van apparaten vervangende onderdelen te leveren aan professionele reparateurs, gedurende tien jaar vanaf de fabricage.
In 2020 stemde het Europees Parlement in met regelgeving omtrent het reparatierecht, bijvoorbeeld voor het beschikbaar stellen van onderdelen aan reparatiewinkels. Men wil hiermee de levensduur en het hergebruik van consumentenelektronica vergroten. Uit een gehouden onderzoek door de Eurobarometer kwam naar voren dat 77% van de Europeanen een voorkeur heeft voor reparatie in plaats van vervanging.
Op 13 juni 2024 nam de Raad “Reparatierichtlijn” (EU) 2024/1799 aan, die de vorige richtlijnen vervangt, en de lidstaten verplicht om uiterlijk tegen 31 juli 2026 een aantal maatregelen te nemen om reparatie van goederen te bevorderen. De richtlijn omvat onder meer: 
- reparatieverplichting voor fabrikanten
- informatieverplichtingen
- oprichting van een onlineplatform voor reparatie
- uitbreiding van de garantietermijn.

## Producten met focus op repareerbaarheid
Enkele fabrikanten hebben producten uitgebracht die in het bijzonder gefocust zijn op het mogelijk maken van reparaties door gebruikers en het aanbieden van vervangende onderdelen.
- Fairphone - Een Nederlandse smartphonefabrikant die duurzame geproduceerde modulaire en repareerbare smartphones maakt.
- Framework Computer - Een Amerikaanse laptopfabrikant die modulaire en repareerbare laptops maakt.